# پارک آکاتسوکا
پارک آکاتسوکا یکی از پارک‌های  توکیو پایتخت ژاپن است.

## رسیدن به پارک
- متروی توئی، خط میتا، ایستگاه تاکاشیمادائیرا ده دقیقه پیاده تا پارک راه هست.[۱]